# Nikolaj Golovatenko
Nikolaj Golovatenko (Qostanay, 27 febbraio 1963) è un ex ciclista su strada kazako, che ha gareggiato come sovietico. Professionista dal 1989 al 1990, ha fatto parte della Alfa Lum.

## Palmarès

### Strada
- 1990 (Alfa Lum-STM, 1 vittoria)

Classifica generale Settimana Ciclistica Bergamasca

## Piazzamenti

### Grandi Giri
- Giro d'Italia

1989: 58º
- Tour de France

1990: 151º
- Vuelta a España

1989: 60º
1990: 50º

### Competizioni mondiali
- Campionati del mondo su strada

Chambéry 1989 - In linea Professionisti: ritirato